# Araneus ubicki
Araneus ubicki Levi, 1991 è un ragno appartenente alla famiglia Araneidae.

## Distribuzione
L'olotipo femminile è stato rinvenuto in una località della Costa Rica occidentale: nel villaggio di Monteverde, appartenente alla riserva di Bosque Nuboso, nel Cantone di Puntarenas.

## Tassonomia
Non sono stati esaminati esemplari di questa specie dal 1991.
Attualmente, a dicembre 2013, non sono note sottospecie.